# 24e division de cavalerie
Pour les articles homonymes, voir 24e division.
La 24e division de cavalerie (en russe : 24-я кавалерийская дивизия) est une unité de l'armée rouge créée en 1935 ayant participé à la Seconde Guerre mondiale. 

## Historique
La 24e division de cavalerie est formée en 1935 et faisait partie du 3e corps de cavalerie du district militaire de Biélorussie. Forte de 6 600 hommes, elle a terminé sa formation le 1er juin 1936.

### 1939
La division participe à l'invasion de la Pologne en septembre et octobre 1939 en étant affectée au groupe de Lepelskaya de la 3e armée du front de Biélorussie.

### 1940-1943
Le 6 novembre 1940, elle reçoit le nom honorifique de « Semion Timochenko » et se fait donc désormais appeler 24e division de cavalerie S.K. Timochenko.
Au moment de la déclaration de guerre, elle est rattachée comme division indépendante au district militaire transcaucasien. Elle est transférée dans la réserve générale de la Stavka en octobre 1941 pour être envoyée combattre au nord et à l'ouest de Moscou avec la 30e armée du front de Kalinine.
À partir du 1er janvier 1942, elle fait partie du 11e corps de cavalerie. Malgré le fait qu'elle ne soit plus qu'à 30 % de sa force initiale, elle est envoyée en offensive. Tandis que la majorité du 11e corps est anéanti au printemps et à l'été 1942, la division survie et est affecté dans plusieurs armées du front de Kalinine. Elle passe la majorité de l'année 1942 en réserve de front ou d'armées.  
Le 1er janvier 1943, elle passe en réserve de la Stavka. Elle y reste pendant deux mois puis elle est envoyée sur le front en réserve de différents fronts. Elle est dissoute le 21 juin 1943 et ses effectifs partent renforcer le 2e corps de cavalerie de la garde.

## Composition

### 1935
- 93e régiment de cavalerie
- 94e régiment de cavalerie
- 95e régiment de cavalerie
- 96e régiment de cavalerie
- 24e régiment mécanisé
- 24e régiment d'artillerie à cheval
- 24e escadron indépendant de transmission
- 24e escadron indépendant de sapeurs

### 1941
- 18e régiment de cavalerie
- 56e régiment de cavalerie
- 70e régiment de cavalerie
- 135e régiment de cavalerie
- 24e régiment de chars (jusqu'en août 1941)